# فرايزر كامبل
فرايزر كامبل (بالإنجليزية: Fraizer Campbell)‏ (مواليد 13 سبتمبر 1987 في هوديرزفيلد - إنجلترا) لاعب كرة قدم إنجليزي يلعب في مركز المهاجم ويلعب حاليا لصالح نادي كارديف سيتي الويلزي الذي يلعب في الدرجة الممتازة. بدأ اللاعب مشواره مع مانشستر يونايتد الإنجليزي عام 2006 وحتى 2009 ولكنه لم يلعب سوى مباراتين فقط، ثم تمت إعارته إلى نادي انتوريب البلجيكي عام 2006 وشارك في 33 مباراة سجل خلالها 21 هدفاً. ثم أعير لصالح نادي هال سيتي عام 2007 وشارك معهم في 34 مباراة سجل خلالها 15 هدفاً. ثم أعير للمرة الأخيرة لنادي توتنهام عام 2008 وشارك معهم في 10 مباريات مسجلاً هدفاً وحيداً. بعد ذلك انتقل إلى نادي سندرلاند لمدة 4 مواسم من عام 2009 وحتى نهاية موسم 2012 لعب خلالها 58 مباراة مسجلاً 6 أهداف. وانتقل في بداية موسم 2013 إلى نادي كارديف سيتي الويلزي الذي يلعب في الدرجة الممتازة.

## روابط خارجية
- فرايزر كامبل على موقع قاعدة بيانات كرة القدم.إي يو (الإنجليزية)
- فرايزر كامبل على موقع ناشيونال فوتبول تيمز (الإنجليزية)
- فرايزر كامبل على موقع Soccerbase.com (لاعب) (الإنجليزية)
- فرايزر كامبل على موقع Soccerway.com (الإنجليزية)
- فرايزر كامبل على موقع عالم كرة القدم.نت (الإنجليزية)
- فرايزر كامبل على موقع كووورة
- فرايزر كامبل على موقع AS.com (الإسبانية)